# J・マクヴィッカー・ハント
J・マクヴィッカー・ハント（Joseph McVicker Hunt、1906年3月19日 - 1991年1月9日）は、アメリカの教育心理学者、著述家。知能の可塑性、早期経験の影響、認知と動機づけの関係、心理治療の効果評価などの分野において貢献を果たした。研究は、後の初期教育政策「ヘッドスタート計画」にも影響を与えた。

## 人物
ネブラスカ州スコッツブラフ出身。ネブラスカ大学で生物学、哲学、経済学、社会学を学び、1929年に学士号、1930年に心理学の修士号を取得した。在学中、J.P. ギルフォードに影響を受けて心理学の道へ進み、修士論文では統合失調症患者に関する研究を行った。
その後、コーネル大学でマディソン・ベントリーのもと博士号（Ph.D.）を取得。ベントリーはエドワード・ティチェナー、さらにその師であるヴィルヘルム・ヴントに連なる学統に位置し、ハントはヴントから数えて四世代目の心理学者となる。

## 研究・業績
ハントは1930年代にニューヨーク精神医学研究所やコロンビア大学、クラーク大学などでポスドクとして研究に従事。1936年から1946年まではブラウン大学で教鞭を執り、1946年から1951年まではニューヨーク市のコミュニティ福祉研究所の研究責任者として、精神病理とその治療に関する応用研究を行った。1951年以降はイリノイ大学に籍を置き、1974年の退官後も名誉教授として研究活動を続けた。
初期の研究で注目されたのは、「幼少期の経験が後の行動に与える影響」に関するものである。たとえば、ハントはラットを用いた「給餌欲求の欲求不満」実験により、幼少期の短期間の飢餓体験が成人期における「餌の貯蔵行動（ホーディング）」に影響することを示し、これを「条件づけられた情動反応（conditioned emotionality）」と説明した。これらの動物実験は、初めて早期経験の長期的影響を実験的に立証する手がかりとなった。
ハントは心理学において「内発的動機づけ（intrinsic motivation）」の概念を重視し、神経心理学者ドナルド・ヘッブや、ミラー、ガランター、プリブラムの情報処理理論にも影響を受けた。脳の連合野と感覚野の比率（A/S比）に着目し、動機づけの発達を神経生理学的基盤と関連づけて説明しようとした。
1961年には代表作『Intelligence and Experience（知能と経験）』を発表し、ジャン・ピアジェの発達理論をアメリカに紹介。知能発達における経験の重要性を訴え、当時支配的だった生得主義的観点に異議を唱えた。また、イナ・C・ウズギリスとともに、乳幼児の認知発達を評価する心理測定法を開発した。
ハントの研究は「知能は変化しうる（可塑的である）」という見解を支える理論的根拠となり、1960年代以降の「補償教育」や「ヘッドスタート計画」など、貧困層の子どもへの早期介入政策の発展に寄与した。

## 著書
- 『子どもの知能はどのように育つか』（1990）